# Pic Turquino
El Pic Turquino (en castellà: Pico Turquino) és la muntanya més alta de Cuba, amb 2004 metres sobre el nivell del mar. Està situat al sud-est de l'illa, al centre de la serralada de Sierra Maestra, a la província de Santiago de Cuba.
Es creu que el nom prové d'una alteració de "Pic Turquesa" (en castellà: turquí) degut als tons blavosos que es contemplen al cim des de determinats llocs.
Fou citat per primera vegada (sota el nom de "Tarquino") en un mapa dibuixat a finals del segle xvi pel cartògraf flamenc Gerardus Mercator, tot i que les primeres notícies d'ascensions al cim es remunten a 1915. L'any 1957 fou teatre d'operacions dels integrants de l'Exèrcit Rebel en la lluita per la Revolució cubana.
En el punt més alt del pic es troba un bust de José Martí, que Celia Sánchez Manduley, acompanyada del seu pare, col·locaren l'any del centenari del seu naixement (1953). El bust és obra de l'escultora Jilma Madeira i a la base del monument apareix la frase de l'homenatjat: "Escasos como los montes son los hombres que saben mirar desde ellos y sienten con entraña de nación o de humanidad".
El Parc Nacional de Turquino cobreix una àrea de 229,38 km² al voltant del pic.